# Thianthren
Thianthren ist eine Schwefel enthaltende heterocyclische Verbindung. Es ist das Schwefel-Analogon von Dibenzodioxin. Im Gegensatz zu diesem ist Thianthren nicht planar, sondern weist zwischen den Ebenen der beiden Benzolring-Teilstrukturen einen Winkel von 128° auf.

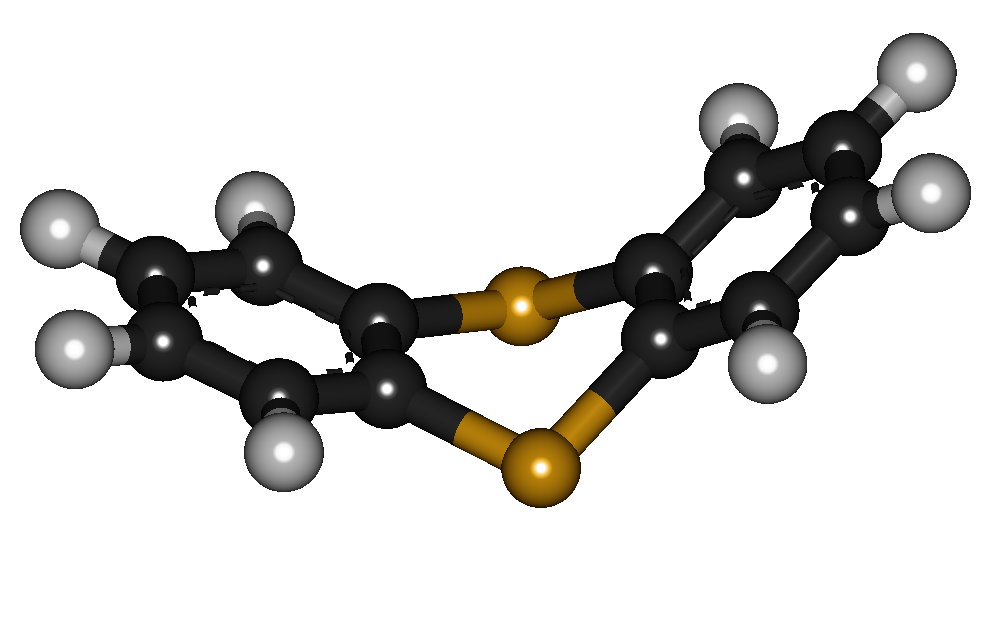
Thianthren ist im Gegensatz zum Sauerstoff-Analogon Dibenzodioxin nicht planar

## Darstellung
Thianthren kann durch eine Reaktion von Dischwefeldichlorid mit Benzol in Gegenwart von Aluminiumchlorid dargestellt werden.

## Geschichte
Die Synthese von Thianthren gelang erstmals John Stenhouse. Thianthren reagiert mit Schwefelsäure zu einem roten Produkt. R. Wizinger publizierte die Struktur des für die Farbe verantwortlichen Kations im Jahr 1929. Vier Studien zur Struktur des Thianthren-Radikalkations wurden unabhängig voneinander publiziert.